# The Graduates
The Graduates ist ein Filmdrama und das Spielfilmdebüt von Hannah Peterson, das im Juni 2023 beim Tribeca Film Festival seine Premiere feierte und Anfang November 2024 in die US-Kinos kam. Auf der Besetzungsliste finden sich Mina Sundwall, Alex R. Hibbert, Yasmeen Fletcher, Ewan Manley, John Cho, Maria Dizzia und Kelly O’Sullivan.

## Handlung
Ein Jahr nach einer Schießerei an einer Highschool in Utah machen sich in ihrem Abschlussjahr in einer Gruppe von Freunden Gefühle von Wut, Angst und Ziellosigkeit breit. Auch die Oberstufenschülerin Genevieve ringt mit ihrem Schmerz, versucht aber, sich auf das zu freuen, was als Nächstes kommt. Sie hat bei der Schießerei ihren Freund Tyler verloren. Dessen Vater John ist Basketballtrainer der Schule. Ben, Tylers bester Freund, den John gemeinsam mit seinem Sohn im Basketballunterricht trainierte, hat am Unglückstag den Unterricht geschwänzt und leidet unter Schuldgefühlen. Er hat die Schule gewechselt und schließlich ganz abgebrochen. Anlässlich Tylers erstem Todestag lassen Genevieve und Ben ihre Freundschaft wieder aufleben.

## Produktion

### Regie und Drehbuch
Bei The Graduates handelt es sich um das Spielfilmdebüt von Hannah Peterson. Sie wurde vom Filmmaker Magazine zu einem der „25 New Faces of Independent Film“ bestimmt. Zuvor drehte sie mit Champ und East of the River zwei Kurzfilme.

### Besetzung und Dreharbeiten
Mina Sundwall, vor allem bekannt durch die Rolle der Penny Robinson in der Serie Lost in Space – Verschollen zwischen fremden Welten, spielt in der Hauptrolle die Oberstufenschülerin Genevieve. John Cho, bekannt als Neubesetzung des Mr. Sulu in Star Trek, spielt John, den Basketballtrainer der Schule. Daniel Kim spielt den bei der Schießerei getöteten Tyler, der der Freund von Genevieve und der Sohn von John war. Alex R. Hibbert, der in dem Film Moonlight von Barry Jenkins die Hauptfigur als 12-Jährigen spielte, ist in der Rolle von Tylers bestem Freund Ben zu sehen. Kelly O’Sullivan spielt die Trauerberaterin Vicki und Maria Dizzia Genevieves Mutter Maggie. In weiteren Rollen sind Yasmeen Fletcher als Romie und Ewan Manley als Becker zu sehen.
Als Kamerafrau fungierte die Brasilianerin Carolina Costa, die zuletzt für das Historiendrama Der Ball der 41 von David Pablos, Heroic von David Zonana und das Filmdrama Fancy Dance von Erica Tremblay tätig war.

### Filmmusik und Veröffentlichung
Die Filmmusik komponierte Andrew Orkin, der in der Vergangenheit für Filme wie Lucky Grandma tätig war. Das Soundtrack-Album mit insgesamt 12 Musikstücken wurden Ende Dezember 2024 als Download veröffentlicht.
Die Premiere von The Graduates erfolgte am 10. Juni 2023 beim Tribeca Film Festival, wo der Film im U.S. Narrative Competition gezeigt wurde. Anfang September 2023 wurde er beim Festival des amerikanischen Films in Deauville im Hauptwettbewerb vorgestellt. Der erste Trailer wurde Anfang Oktober 2024 vorgestellt. Am 1. November 2024 kam er in ausgewählte US-Kinos.

## Rezeption

### Kritiken
Von den bei Rotten Tomatoes aufgeführten Kritiken sind 96 Prozent positiv bei einer durchschnittlichen Bewertung mit 7,7 von 10 möglichen Punkten.
Beatrice Loayza bemerkt in ihrer Kritik in der New York Times, die Kamera zeige nie die Gewalt/Gewalttat selbst, stattdessen sei diese auf die mit Schließfächern gesäumten Flure und die neu installierten Metalldetektoren gerichtet und somit die Orte und Gegenstände, die die Spuren der geschehenen Tragödie tragen.
Auch Dan Mecca bemerkt in seiner Kritik für The Film Stage die besondere Kameraführung von Carolina Costa, die oft verwackelt wirke und die Figuren im Film widerspiegele. Stark sei auch die Normalität des Ganzen, und irgendwann im Film werde jedem Zuschauer bewusst, wie viele Städte überall in den Vereinigten Staaten mit den Folgen dieser Art von Schießereien zu kämpfen haben.
Taylor Gates schreibt bei collider.com, Hauptdarstellerin Mina Sundwall liefere eine bahnbrechende Leistung ab und spiele Genevieve mit atemberaubender Anmut. Dies sei eine Rolle, die leicht melodramatisch erscheinen könnte, sich aber bei ihr natürlich und nuanciert anfühle. Sie lasse Genevieve weder zu einer Karikatur einer ständig weinenden Hinterbliebenen, noch zu einer gefühlskalten Person werden.

### Auszeichnungen
Artios Awards 2025
- Nominierung für das Beste Casting in einer Low-Budget-Produktion – Komödie oder Drama[15]

Festival des amerikanischen Films 2023
- Nominierung im Hauptwettbewerb[9]

 Tribeca Film Festival 2023
- Nominierung im U.S. Narrative Competition
- Auszeichnung für die Beste Kamera im U.S. Narrative Competition (Carolina Costa)[16]